# Herbert Fleischmann
Herbert Fleischmann (Norimberga, 13 marzo 1925 – Cavigliano, 5 aprile 1984) è stato un attore tedesco, che fu attivo principalmente in campo televisivo.
Complessivamente - tra cinema e televisione - partecipò a circa 120 differenti produzioni a partire dalla fine degli anni cinquanta. Era, tra l'altro, un volto noto al pubblico per aver preso parte a vari episodi della serie televisiva L'ispettore Derrick.
Fu il marito delle attrici Ruth Leuwerik, Xenia Pörtner e Miriam Spoerri.

## Biografia

### Vita privata
Dopo il divorzio da Miriam Spoerri, si sposò una quarta volta con la cineoperatrice Inge Winkler. Morì nel 1984 in Svizzera a causa di un'insufficienza cardiaca.

## Filmografia parziale

### Cinema2Durchbruch Lok 234(1963)
- Der Kardinal von Spanien (1965)
- Kopfstand Madam! (1967)
- Sumurù, la regina di Femina (Die sieben Männer der Sumuru) (1969)
- L'odio è il mio Dio (1969)
- L'amore è solo una parola (Liebe ist nur ein Wort) - regia di Alfred Vohrer (1971)
- Il maschio internazionale (...aber Jonny!) (1973)
- Il re della mala (Zinksärge für die Goldjungen) (1973)
- Drei Männer im Schnee (1974)
- Uccidete l'agente Lucas (Die Antwort kennt nur der Wind, 1974)
- Verbrechen nach Schulschluß (1975)

### Televisione
- Kabale und Liebe - film TV (1959)
- Die Probe oder Die bestrafte Liebe - film TV  (1963)
- Zucker - film TV (1965)
- Die fünfte Kolonne - serie TV, 1 episodio (1965)
- Jens Claasen und seine Tiere - serie TV (1966)
- Ein Haus aus lauter Liebe - film TV (1966)
- Le avventure dell'astronave Orion (Raumpatrouille - Die phantastischen Abenteuer des Raumschiffes Orion)- serie TV, 2 episodi (1966)
- Drei Jahre - film TV (1967)
- Die Reisegesellschaft - film TV (1968
- Van Gogh - film TV (1969)
- Der Nagel - film TV (1970)
- Zurück, wo ich begann - film TV (1970)
- Der Kommissar - serie TV, 1 episodio (1971)
- La morte viene dal passato (Hauser's Memory) - film TV (1970)
- Die Münchner Räterepublik - film TV (1971)
- Iwanow - film TV (1971)
- Geliebter Mörder - film TV (1972)
- Squadra speciale K1 - serie TV, 1 episodio (1972)
- Kara Ben Nemsi Effendi - serie TV, 3 episodi (1973)
- Der Kommissar - serie TV, 1 episodio (1974)
- L'ispettore Derrick - serie TV episodio "Festa per un anniversario", regia di Helmut Käutner (1974)
- Du Land der Liebe - film TV (1974)
- Der kleine Doktor - serie TV, 1 episodio (1974)
- Der Kommissar - serie TV, 1 episodio (1975)
- Es muß nicht immer Kaviar sein - serie TV, 9 episodi (1977)
- Heinrich Zille - film TV (1977)
- Die Kette - miniserie TV (1977)
- L'ispettore Derrick - serie TV episodio "Un cappio al collo", regia di Alfred Vohrer (1976)
- Die Geisterbehörde - film TV (1979)
- Die Protokolle des Herrn M - serie TV, 13 episodi (1979)
- L'ispettore Derrick - serie TV episodio "Anna, cara Anna", regia di Theodor Grädler (1979)
- L'ispettore Derrick - serie TV episodio "Una forte inquietante personalità", regia di Erick Ode (1980)
- Der Fuchs von Övelgönne - serie TV, 13 episodi (1981)
- L'ispettore Derrick - serie TV episodio "Una vecchia storia", regia di Zbyněk Brynych (1981)
- Frankies Braut - film TV (1982)
- Il commissario Köster - serie TV, 1 episodio (1982)
- Krimistunde - serie TV, 1 episodio (1983)
- L'ispettore Derrick - serie TV episodio "L'infermiera di Manuel", regia di Helmuth Ashley (1983)
- L'ispettore Derrick - serie TV episodio "La ragazza in jeans", regia di Theodor Grädler (1982)

## Doppiatori italiani
- Adalberto Maria Merli in L'odio è il mio Dio